# بورول (كامبريدجشير)
بورول (بالإنجليزية: Burwell, Cambridgeshire)‏ هي قرية، قلعة وأبرشية مدنية تقع في المملكة المتحدة في كامبريدجشير. يقدر عدد سكانها بـ 6,309 نسمة ومساحتها 24.7 كم2 .

## أعلام
- أوليفر جارفيس
- ريتشارد فولر
- مارجوري ستيفنسون